# コレット・ヒラー
コレット・ヒラー（Colette Hiller）は、女優。

## 人物
ロイヤル・シェイクスピア劇団で「一生に一度」などに出演したほか、テレビやラジオにも多数出演。映画は「エイリアン2」のフェッロ役など。

## 主な出演作品

### 映画
| 公開年 | 邦題 原題            | 役名                     | 備考 |
| ------ | -------------------- | ------------------------ | ---- |
| 1979   | Birth of the Beatles | 記者                     |      |
| 1981   | ラグタイム Ragtime   | 弁護士の女性コンパニオン |      |
| 1983   | The Lonely Lady      | レストランの女優         |      |
| 1986   | エイリアン2 Aliens   | フェッロ                 |      |